# カスバート・コリングウッド (初代コリングウッド男爵)
初代コリングウッド男爵カスバート・コリングウッド（英: Cuthbert Collingwood、1st Baron Collingwood, 1748年9月26日 - 1810年5月7日）はイギリス海軍の提督、初代コリングウッド男爵。ナポレオン戦争をホレーショ・ネルソン提督と共に戦った人物として、またネルソン没後の後継者として知られている。

## 前半生
コリングウッドはニューカッスル・アポン・タインで生まれ、同地の王立グラマースクールで初等教育を受けた。彼は11歳のときリチャード・ブレイスウェイト艦長の28門フリゲートシャノンに志願兵として初めての軍務につく。その後コリングウッドはブレイスウェイトやロバート・ロダムの下で数年間経験を積んだ。その後1774年、コリングウッドはサミュエル・グレイヴス提督の艦隊に加わってボストンに向かう。アメリカ独立戦争ではバンカーヒルの戦いに参加し、結果1775年6月17日海尉に昇進した。1779年6月20日には海尉艦長に昇任しネルソンの後任としてバジャーの指揮を執った。翌1780年3月22日になるとまたもやネルソンの後任としてヒンチンブルックという小型フリゲートの勅任艦長になる。このときネルソンにはサン・ファン川、ニカラグア湖、レオン湖をボートで遡上して太平洋を目指す探検が命ぜられていたのだが、この任務が失敗に終わるとネルソンは精神的に不安定になり、休養が必要になったためにコリングウッドがヒンチンブルックと残りの探検隊をジャマイカに帰還させることとなったのである。

## 高級指揮官
コリングウッドはもう一隻小型フリゲートの艦長となった後、64門戦列艦サンプソンに配備される。1783年以降は西インドで44門フリゲート・メディエーターの指揮を執り、数年間ネルソンらと共にアメリカ船舶の阻止を行った。
1786年にコリングウッドはイギリスへと帰国し、1791年サラ・ブラケットと結婚した。サラはかつて上官だったロバート・ロダムの孫である。1793年には海峡艦隊長官ジョージ・ボウヤー少将の旗艦プリンス（98門）の艦長になる。
コリングウッドは98門艦バーフラーの艦長として栄光の6月1日海戦に、エクセレントの艦長としてサン・ビセンテ岬の海戦に参加し、指揮官としての評判をあげた。カディスの封鎖を行った後、彼は修理のため数週間ポーツマスに戻る。1799年2月14日にコリングウッドは白色艦隊少将に任ぜられ、74門艦トライアンフに将旗を掲げた。1801年1月1日には赤色艦隊少将となる。提督となったコリングウッドは当初海峡艦隊に着任したが、やがてフランスとスペインの主力が存在する地中海へと転属になった。コリングウッドは活発に港湾封鎖任務をこなし、アミアンの和約が結ばれてフランス革命戦争が終結するまで帰国することはなかった。
短期間の休戦期間を経て1803年4月にナポレオン戦争が始まると、コリングウッドは再び前線へと旅立ち、死ぬまで戻ることはなかった。まずコリングウッドはブレスト沖でフランス艦隊の封鎖にあたる。1804年4月23日には青色艦隊中将に昇進した。
ナポレオン・ボナパルトは戦争が再開するとすぐにイギリス上陸作戦を準備しはじめていた。この計画は全ヨーロッパの運命を決める重大なものであったが、1805年に実行に移された。コリングウッドの戦隊にはトゥーロン港を脱出したフランス艦隊を追尾する任務が与えられる。最初西インドへと向かったフランス・スペイン連合艦隊はカディスへと帰還する途中、コリングウッドのたった3隻の小戦隊と遭遇するが、彼は16隻の戦列艦による追跡を振り切った後、敵艦隊がまだ半分も入港していないうちにカディスの封鎖を再開した。コリングウッドは偽の信号を発することでイギリス艦隊の規模を誤認させたのである。その後彼の戦隊はネルソンの地中海艦隊と合同し、仏西艦隊に決戦を挑むことになる。

## トラファルガーの海戦

トラファルガーの海戦

フランス・スペイン艦隊は最終的に1805年10月にカディスを出航し、直後にトラファルガーの海戦が生起した。フランスのピエール＝シャルル・ヴィルヌーヴ提督は艦隊を三日月型の縦陣にしていたが、ネルソンのヴィクトリーとコリングウッドのロイヤル・ソブリンに率いられたイギリスの2つの戦列で接近していった。ロイヤル・ソブリンは他の列艦に比べて高速を発揮したが、これは主に船体の銅被覆を交換したばかりで抵抗が少なかったためである。ロイヤル・ソブリンが後続を引き離して単独で敵艦隊に突入していくのを見たネルソンは指さしながら「コリングウッドのすばらしい戦い方を見たまえ！」と言ったが、このときコリングウッドもまるでネルソンに返答するかのように「ネルソンはこの場にいたかっただろうね」と艦長に語ったと言われている。
ロイヤル・ソブリンはまずスペインの旗艦サンタ・アナに接近し、激しい砲撃を浴びせて沈没寸前に追い込む。しかしサンタ・アナの救援に駆けつけた敵艦の集中砲火を受けてロイヤル・ソブリンもまた手ひどい損傷を負ってしまう。しかしサンタ・アナの降伏直後に僚艦が戦闘に加わり、窮地を脱する。この海戦でネルソンが死亡したため、コリングウッドはイギリス側の最高指揮官となったが、ネルソンが「錨を降ろせ」と遺言したのにもかかわらず無視した。このため捕獲艦の多くが海戦に続いて発生した嵐で失われることになった。
コリングウッドは海戦後に「コールドバーンとヒースプールのコリングウッド男爵」に叙せられ、国会両院から2000ポンドの年金が贈られることになった。
コリングウッドは軍務についていないとき、ノーサンバーランド州のモーペスに住んでいた。彼は「幸せについて考えるとき、必ずモーペスのことを思い出す」と述べていたことが知られている。

## その後の経歴
トラファルガー以降大きな海戦は発生しなかったが、地中海艦隊長官となったコリングウッドは政治、外交的任務に忙殺される。しかし彼の健康状態は悪化しはじめ、度々辞職を申し出るようになった。しかしコリングウッドの存在は政府にとって必要なものだったので退職は認められなかった。コリングウッドはその後も地中海でフランス艦隊と対峙し続けていたが、決戦を実現する前にマオン港のヴィル・デ・パリス艦上で癌のため1810年3月7日死亡した。

## 評価

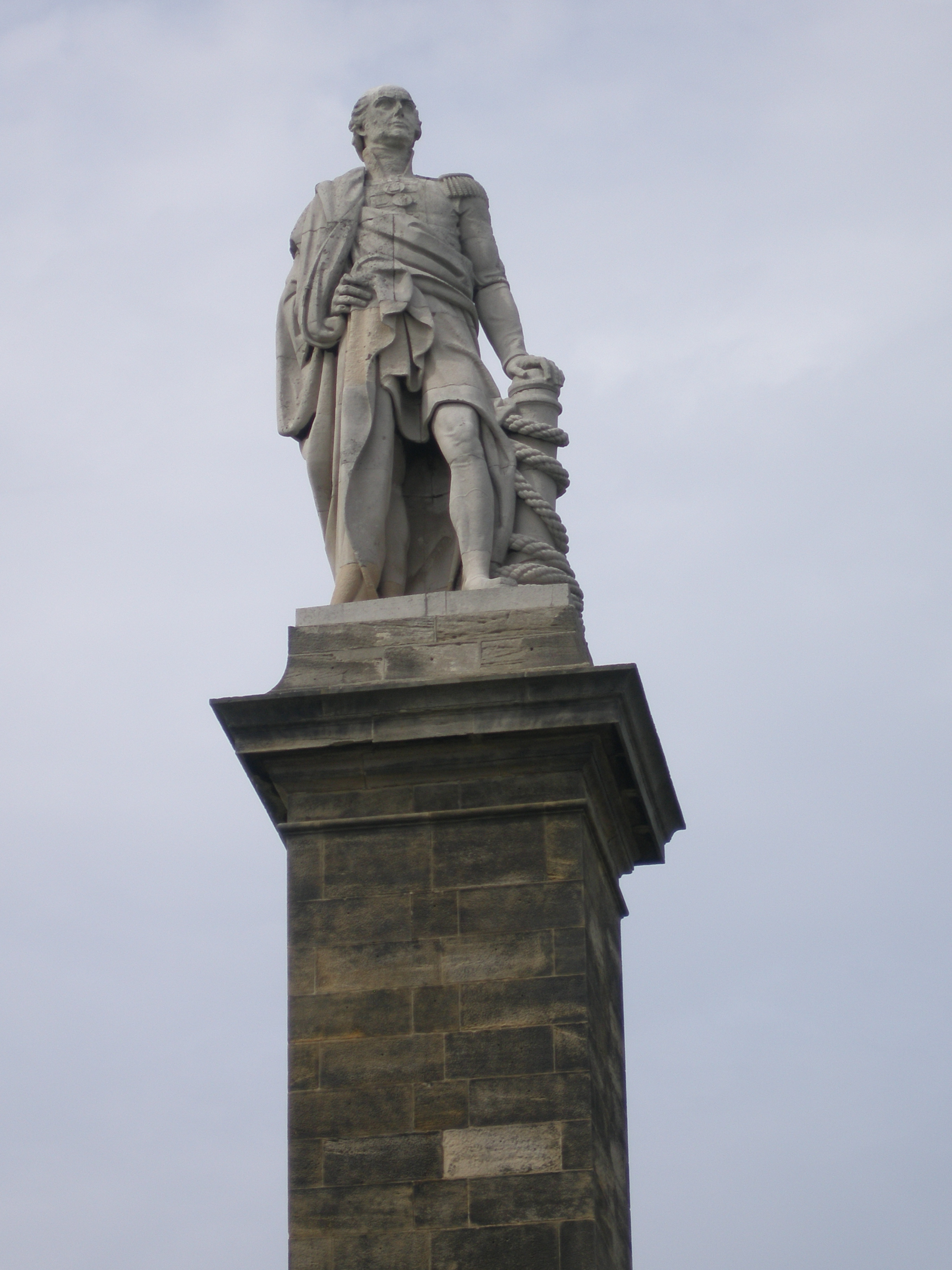
タインマスのコリングウッド記念碑

コリングウッドの軍人としての評価はさまざまである。一般的にはネルソンのような天才的ひらめきと英雄的熱狂は持っていないが、操船技術や戦略的思考ではひけをとらない人物と評されることが多い。また政治、外交、さらには商業に関する見識は高く評価されている。彼には強制徴募や鞭打ちに反対する寛容な面もあり、水兵たちには「ファザー」と呼ばれていた。ネルソンとコリングウッドには出会ってからトラファルガーまで常に親交があり、セント・ポール大聖堂では隣り合った棺に納められている。なおコリングウッドは嫡男を残さなかったため、コリングウッド男爵位は1代で消滅した。

## 記念碑
イギリス海軍の戦術学校は彼にちなんでHMS Collingwoodと命名されており、戦術訓練や兵器技術、通信の訓練を行っている。
地名としてはメルボルンにコリングウッドという地区名が存在し、カナダでは町名や海峡名に使用されている。
またタイン川沿いのタインマスの町にはコリングウッドの記念碑が存在し、ロイヤル・ソブリンの砲も保存されている。